# Marthon
Marthon település Franciaországban, Charente megyében. Lakosainak száma 547 fő (2022. január 1.). Marthon Feuillade, Grassac, Montbron, Saint-Germain-de-Montbron és Vouthon községekkel határos.

## Népesség
A település népességének változása:
| Lakosok száma | 509  | 509  | 529  | 601  | 569  | 554  | 559  | 561  | 560  | 547  |
|               | 1968 | 1982 | 1990 | 2006 | 2013 | 2015 | 2017 | 2019 | 2020 | 2022 |